# Wagners lag
Wagners lag, känd som lagen om ständigt ökande statliga utgifter, är en princip uppkallad efter den tyske ekonomen Adolph Wagner (1835–1917). Han observerade först det för sitt eget land och sedan för andra länder. Teorin säger att för alla länder ökar de offentliga utgifterna ständigt när inkomsttillväxten tilltar. Lagen förutspår att utvecklingen av en industriell ekonomi kommer att åtföljas av en ökad andel offentliga utgifter i förhållande till bruttonationalprodukten (BNP).